# 大分県道648号津久見インター線
大分県道648号津久見インター線（おおいたけんどう648ごう つくみインターせん）は、大分県津久見市を通る一般県道である。

## 概要
国道217号と東九州自動車道津久見ICの連絡を果たす道路になっており、路線のほとんどが料金所を結ぶ津久見インター橋（153m）で構成されている。

### 路線データ
- 起点：大分県津久見市道尾（国道217号交点、大分県道217号臼杵津久見線終点）
- 終点：大分県津久見市大字上青江（東九州自動車道 津久見IC）
- 延長：153 m

## 地理

### 通過する自治体
- 津久見市

### 交差する道路
| 交差する道路                        | 交差する場所 | 交差する場所       |
| ----------------------------------- | ------------ | ------------------ |
| 国道217号 大分県道217号臼杵津久見線 | 道尾         | 起点               |
| E10 東九州自動車道                  | 大字上青江   | 17 津久見IC / 終点 |